# Mario Sessa
Mario Sessa, né en 1955 à Reconvilier, est un journaliste suisse.

## Biographie
Il effectue sa scolarité dans le canton de Neuchâtel. Dès 1981, il est engagé comme journaliste au quotidien L’Impartial, alors dirigé par Gil Baillod. Responsable par la suite des pages cantonales et économiques de ce journal, il le quitte en septembre 1994 pour prendre la direction, en novembre de la même année, du Journal du Jura.
À l'automne 2000, Mario Sessa succède à Gil Baillod à la tête des deux quotidiens neuchâtelois, L'Impartial et L'Express. En novembre 2006, à la suite de divergences avec son éditeur Fabien Wolfrath, Mario Sessa quitte la rédaction en chef de ces deux journaux.
Il est ensuite nommé rédacteur en chef adjoint du magazine L'Hebdo, en remplacement de Denis Etienne qui rejoint la Tribune de Genève.
Mario Sessa est également chargé d'enseignement en  marketing à l'Université de Neuchâtel.
Mario Sessa a été directeur de l'Ester-Cifom de 2009 à 2018.
Mario Sessa a été contraint à démissionner à fin 2017, à la suite de diverses procédures d'avertissement contre des enseignants de l'Ester, qui avaient osé dénoncé ses défaillances. Avril 2018, le Conseil d'Etat neuchâtelois nomme Catherine Zbinden directrice de l'Ester.
Le 1er février 2021, le DEF nomme Catherine Zbinden directrice du pôle commerce et gestion.